# Erada
Erada es una freguesia portuguesa del concelho de Covilhã, en el distrito de Castelo Branco, con 39,32 km² de superficie y 709  habitantes (2001). Su densidad de población es de 18 hab/km².
Situada a 22 km al sudoeste de la cabecera del municipio, a una altitud de 535 metros, limita al norte con el concelho de Seia, perteneciente ya al distrito de Guarda. La freguesia cuenta como anexo con la pequeña población de Trigais, distante unos 15 km. La pobreza del suelo y el rigor del clima determinan que la principal actividad económica de Erada sea la ganadería de caprino, habiendo sido tradicionalmente tierra de carboneros y arrieros.
En su patrimonio artístico destaca la Capela de S. Sebastião, construida en 1761, con pinturas de valor en su interior y que alberga el sagrario de la iglesia vieja, construida en 1650 y demolida en 1962.